# Расстрелы в Щекотовском лесу
Щекотовский лес (Кантакузинский лес , Лес Смерти ) — лесной массив на девятом километре автодороги Гомель — Чернигов, место расстрелов в годы массовых репрессий в Белоруссии.

## История
По свидетельствам жителей окрестных городов, здесь в 1937 году члены НКВД расстреливали мирных людей, в том числе жителей Черниговщины, которых сюда привозили под покровом ночи  . В начале 1990-х годов Гомельская областная прокуратура начала проверку этого факта. После экспертизы найденных человеческих останков, гильз, фрагментов одежды и обуви было установлено, что захоронения относятся к довоенному времени.

## Изучение сохранения
В  мае — июне 2007 года стало известно, что в Щекотовском лесу, за 2 километра от уже исследованного место репрессий, местные жители неоднократно находили останки людей. Жители говорили, что время от времени на поверхности земли являются человеческие кости, однако никто из официальных структур этой информации местных жителей внимания не уделял . Жители рассказывали, что время от времени на поверхности земли появляются человеческие кости, но ни одна из официальных структур местных жителей не обратила внимания на эту информацию. По словам активиста Виталия Рымашевского, первыми на кладбище появились друзья созданной тогда партии «Белорусская христианская демократия» .
Вскоре к раскопкам приступил 52-й специализированный поисковый батальон Министерства обороны Республики Беларусь. На месте раскопок были выставлены милицейские кордоны, независимые эксперты не имели возможности наблюдать за процессом. По результатам этих раскопок было объявлено, что на кладбище захоронены жертвы нацистского режима, расстрелянные во время Второй мировой войны . Но по итогам раскопок судмедэкспертиза не дала заключения по поводу возраста захоронений и не сделала выводов по пулям, которыми расстреливали людей. Свидетельству местных старожилов:
Это было в 37-м году. Это люди, расстреляны во время репрессий. Это наши родители, и на наших родителях посадили лес и хотят закрыть это все.
со слов престарелой жительницы одной из соседних деревень
В настоящее время существуют обе версии захоронений.

## Память
Гомельские общественные активисты устанавливают в лесу мемориальные кресты в память расстрелянных.
6 ноября 2010 г. члены партии БХД установили еще один крест в память о мучениках Беларуси. Памятный знак было решено символически нести на плечах долгий путь – 9-й километр через весь город  . Через три дня планировалось освятить крест, для этого на место мучения был приглашен православный священник. Однако, прибыв на запланированную мессу 9 ноября, активисты и священник увидели, что мемориального знака нет. Бросились в разные стороны на поиски и нашли крест через сотню метров в лесополосе. Крест был вновь установлен и освящен.